# کرپیتسه (ناحیه زنویمو)
کرپیتسه (به چکی: Křepice) یک منطقهٔ مسکونی در جمهوری چک است که در ناحیه زنویمو واقع شده‌است. کرپیتسه ۷٫۲۳ کیلومتر مربع مساحت و ۱۳۶ نفر جمعیت دارد و ۳۳۶ متر بالاتر از سطح دریا واقع شده‌است.